# Argusfiskar
Argusfiskar (Scatophagidae) är en familj i ordningen abborrartade fiskar som består av två släkten och fyra arter.
Familjens medlemmar lever i Indiska oceanen och i Stilla havet samt i angränsande vattendrag med bräckt vatten och sötvatten. De påminner med sin på sidan avplattad kropp och fjärilsfiskar (Chaetodontidae). Ryggfenan har en stor klaff i mitten och analfenan har fyra taggstrålar. De största exemplaren är 35 cm långa. Arterna har alger och avföring från andra fiskar som föda. Äggen och de nykläckta ungarna bevakas inte av föräldrarna.
Det vetenskapliga namnet är bildat av de grekiska orden skatos (avföring) och phagein (att äta).